# Leucodon sapporensis
Leucodon sapporensis är en bladmossart som beskrevs av Bescherelle 1893. Leucodon sapporensis ingår i släktet Leucodon och familjen Leucodontaceae. Inga underarter finns listade i Catalogue of Life.